# Ивање (Бојник)
Ивање је насеље у Србији у општини Бојник у Јабланичком округу на обронцима планине Радан. Према попису из 2022. било је 16 становника (према попису из 2002. било је 88 становника).
Овде се налази Манастириште код села Ивање.

## Прошлост
Ивање је 1882. године било седиште Ивањске општине, која је припала Кнежевини Србији. У њеном склопу су била 17 села са 274 досељеничке куће. То место као и околна напустили су Арнаути.

## Демографија
У насељу Ивање живи 88 пунолетних становника, а просечна старост становништва износи 65,7 година (67,0 код мушкараца и 64,6 код жена). У насељу има 47 домаћинстава, а просечан број чланова по домаћинству је 1,87.
Ово насеље је у потпуности насељено Србима (према попису из 2002. године).
|  |

| Демографија | Демографија | Демографија |
| Година      | Становника  | Становника  |
| ----------- | ----------- | ----------- |
| 1948.       | 520         |             |
| 1953.       | 544         |             |
| 1961.       | 513         |             |
| 1971.       | 322         |             |
| 1981.       | 187         |             |
| 1991.       | 105         | 104         |
| 2002.       | 88          | 88          |
| 2011.       | 36          |             |

| Етнички састав према попису из 2002.‍ | Етнички састав према попису из 2002.‍ | Етнички састав према попису из 2002.‍ | Етнички састав према попису из 2002.‍ | Етнички састав према попису из 2002.‍ |
| ------------------------------------ | ------------------------------------ | ------------------------------------ | ------------------------------------ | ------------------------------------ |
|                                      |                                      |                                      |                                      |                                      |
| Срби                                 | Срби                                 |                                      | 88                                   | 100,0%                               |
| непознато                            | непознато                            |                                      | 0                                    | 0,0%                                 |

| Година пописа     | 1948. | 1953. | 1961. | 1971. | 1981. | 1991. | 2002. |
| ----------------- | ----- | ----- | ----- | ----- | ----- | ----- | ----- |
| Број домаћинстава | 97    | 99    | 93    | 84    | 62    | 52    | 47    |

| Број чланова      | 1  | 2  | 3 | 4 | 5 | 6 | 7 | 8 | 9 | 10 и више | Просек |
| ----------------- | -- | -- | - | - | - | - | - | - | - | --------- | ------ |
| Број домаћинстава | 16 | 25 | 3 | 2 | 1 | 0 | 0 | 0 | 0 | 0         | 1,87   |

| Пол    | Укупно | Неожењен/Неудата | Ожењен/Удата | Удовац/Удовица | Разведен/Разведена | Непознато |
| ------ | ------ | ---------------- | ------------ | -------------- | ------------------ | --------- |
| Мушки  | 40     | 2                | 33           | 5              | 0                  | 0         |
| Женски | 48     | 7                | 30           | 9              | 2                  | 0         |
| УКУПНО | 88     | 9                | 63           | 14             | 2                  | 0         |

| Пол    | Укупно                    | Пољопривреда, лов и шумарство | Рибарство                            | Вађење руде и камена | Прерађивачка индустрија       |
| ------ | ------------------------- | ----------------------------- | ------------------------------------ | -------------------- | ----------------------------- |
| Мушки  | 8                         | 4                             | 0                                    | 0                    | 0                             |
| Женски | 11                        | 8                             | 0                                    | 0                    | 0                             |
| УКУПНО | 19                        | 12                            | 0                                    | 0                    | 0                             |
| Пол    | Производња и снабдевање   | Грађевинарство                | Трговина                             | Хотели и ресторани   | Саобраћај, складиштење и везе |
| Мушки  | 0                         | 2                             | 1                                    | 1                    | 0                             |
| Женски | 0                         | 0                             | 1                                    | 0                    | 0                             |
| УКУПНО | 0                         | 2                             | 2                                    | 1                    | 0                             |
| Пол    | Финансијско посредовање   | Некретнине                    | Државна управа и одбрана             | Образовање           | Здравствени и социјални рад   |
| Мушки  | 0                         | 0                             | 0                                    | 0                    | 0                             |
| Женски | 0                         | 1                             | 0                                    | 0                    | 1                             |
| УКУПНО | 0                         | 1                             | 0                                    | 0                    | 1                             |
| Пол    | Остале услужне активности | Приватна домаћинства          | Екстериторијалне организације и тела | Непознато            | Непознато                     |
| Мушки  | 0                         | 0                             | 0                                    | 0                    | 0                             |
| Женски | 0                         | 0                             | 0                                    | 0                    | 0                             |
| УКУПНО | 0                         | 0                             | 0                                    | 0                    | 0                             |

## Познате личности
- Радомир Соколовић, некадашњи директор Високе технолошко уметничке струковне школе у Лесковцу